# Franzosenborn
Der Franzosenborn ist eine Wasserquelle im Elbsandsteingebirge am Lilienstein, deren Geschichte bis in das 16. Jahrhundert zurückverfolgt werden kann und die nach jahrelanger Vernachlässigung im Jahre 1983 instand gesetzt wurde.

## Geografische Lage
Der Franzosenborn liegt am Fuß der Nordostseite des Liliensteins unmittelbar an dem dort befindlichen Blockmeer in der Nähe des Kirchsteiges, der Waltersdorf und die Stadt Königstein (Sächsische Schweiz) miteinander verbindet. Das Wasser fließt aus den grundwasserleitenden Sandsteinen des Oberturons und sammelt sich in einer Bodensenke des an dieser Stelle ansteigenden Berghanges westlich des "Auf der Sellnitz" bezeichneten Gehöftes. Der als Wanderweg benutzte Rundweg um den Lilienstein führt etwa 50 Meter vom Franzosenborn vorbei.

## Geschichte
In der Nähe des Franzosenborns befand sich auf der Sellnitz ein Dorf, das noch in den Jahren 1474 und 1501 als Seldensath oder Seltensaat genannt wurde. In besonders heißen Sommern soll das Quellwasser auch von den Einwohnern aus Ebenheit von hier geholt worden sein. Zu Beginn der Frühen Neuzeit wurde das Dorf Seltensath/Seltensaat zu einer Wüstung.
Auf der Karte der Sächsischen Schweiz von 1592 vermerkte der kursächsische Markscheider Matthias Oeder an dieser Stelle einen heher Born, was auf den Eichelhäher als Namensgeber verweist oder als Hoher Born zu deuten ist.
In der Zeit der Befreiungskriege gegen die Franzosen erhielt die Quelle ihre heutige Bezeichnung, da französische Truppen im Jahr der Völkerschlacht bei Leipzig 1813 hier am Lilienstein mehrere Wochen lagerten. Das Wasser der Quelle wurde zur Wasserversorgung genutzt und bei dieser Gelegenheit der Brunnen neu gefasst. Als Tränke für die Pferde diente eine benachbarte Quelle, die nur wenige Meter entfernt ist und als Pferdetränke bezeichnet wird. Es handelt sich um eine ebenfalls aus dem Sandstein herausgeschlagene Vertiefung.
Die Sandsteinmauererung des Sammelbeckens des Franzosenborns war in der Mitte des 20. Jahrhunderts durch den Druck des Hanges an einer Seite zerstört worden und größtenteils mit altem Laub und Humus gefüllt. Mitglieder der Gruppe für Höhlen- und Karstforschung Dresden im Kulturbund der DDR trafen sich im April 1983 zur Instandsetzung des Franzosenborns. In diesem Zusammenhang erhielt auch das Sammelbecken zum Schutz einen hölzernen Aufbau.